# The Big Broadcast of 1936
The Big Broadcast of 1936 este un film de comedie american din 1935 regizat de Norman Taurog.

## Distribuție
- Jack Oakie
- Bing Crosby
- George Burns
- Garcie Allen
- Ethel Merman
- Nicholas Brothers
- Lyda Roberti
- Wendy Barrie
- Mary Boland
- Chalie Ruggles
- Akim Tamiroff
- Bill Robinson